# Barthsmühle (Bad Rappenau)

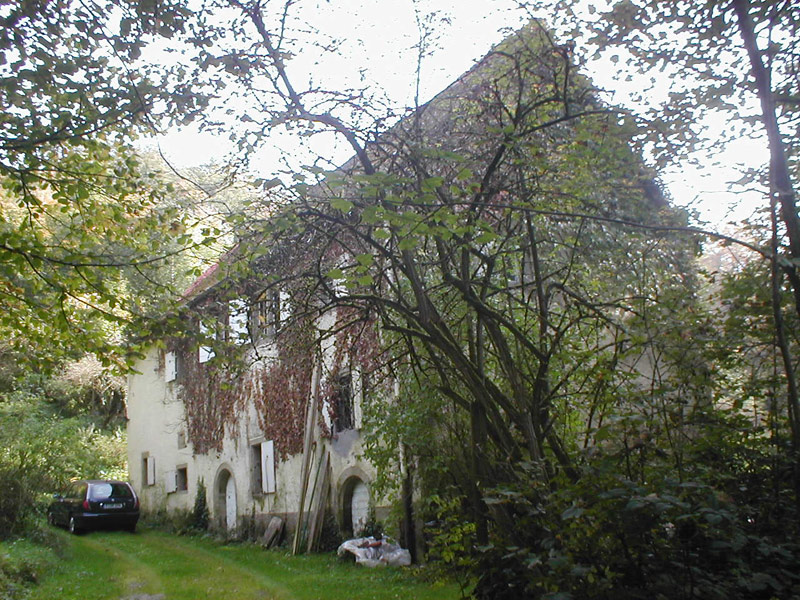
Barthsmühle

Die Barthsmühle ist eine ehemalige Mühle in Bad Rappenau im Landkreis Heilbronn im nördlichen Baden-Württemberg. Sie ist eine der fünf historischen Mühlen des Fünfmühlentals. Das Mühlenanwesen bildet den zu Bad Rappenau zählenden Wohnplatz Bartsmühle, der abweichend vom historisch verbürgten Mühlennamen ohne h geschrieben wird.

## Lage
Die Mühle liegt nordöstlich von Bad Rappenau im tief ins Gelände am Hang zum Neckar eingeschnittenen Tal des Mühlbachs, an einem rechts vom Mühlbach abzweigenden etwa 320 Meter langen Mühlkanal. Oberhalb der Barthsmühle liegt noch auf der Hochfläche die Kugelmühle, talabwärts folgt die Sommersmühle.

## Geschichte
An der Mühle befindet sich eine auf 1569 datierte Steinplatte, deren Bedeutung jedoch ungewiss ist. Der Ursprung der Mühle liegt jedoch sicher mindestens im 16. Jahrhundert, da die Mühle bereits 1596 als Haberkornmühle erwähnt. Sie war im Besitz der Herren von Ehrenberg, kam 1658 an die Herren von Helmstatt und später über den Baron von Schade in Privatbesitz.
Als Müller werden genannt Georg Klauß aus Bargen (1625), Veit Kilian (1641), Hans Oberthür (1656), Michael Wollhäuser (1876), Hans Jörg Höttinger (als Nachfolger von Wollhäuser), Stephan Rabolder (1697). Hans Jörg Wolff erwarb 1698 die Mühle für 750 Gulden. Nach ihm war der Täufer Ulrich Hodtel aus Bonfeld Besitzer der Mühle. Die Mühle hatte 1739 eine Konzession für die südwestlich gelegenen Orte Treschklingen und Babstadt. 1803 erwarb der Wimpfener Maurermeister Tobias Groß die Mühle für 6500 Gulden. Der Name Barthsmühle kommt von der Müllerfamilie Barth, die von 1811 bis 1878 die Mühle besaß und einen zweiten Mahlgang installierte. Die letzte Müllerfamilie hieß Schneider, sie stellte das Mahlen um 1920 ein. 1921 kam das Anwesen über ein Zwangsversteigerungsverfahren in den Besitz der damaligen Gemeinde Zimmerhof, die es zunächst an einen Rentner vermietete. 1936 wurde die Mühle als Wohnhaus an Privatleute verkauft.